# Конвой H-21
Конвой H-21 — японський конвой часів Другої світової війни, проведення якого відбувалось у березні 1944-го.
H-21 належав до серії конвоїв, які в 1943—1944 роках ходили між важливим транспортним хабом у Манілі та островом Хальмахера зі складу Молуккського архіпелагу (північний схід Нідерландської Ост-Індії), який, зокрема, відігравав важливу роль у постачанні японських сил на заході Нової Гвінеї.
До складу конвою увійшли транспорти «Теншо-Мару», «Рьочі-Мару» (Ryochi Maru) та «Р'юва-Мару» (Ryuwa Maru), тоді як охорону забезпечували переобладнаний канонерський човен «Кісо-Мару» і переобладнані мисливці за підводними човнами «Токачі-Мару» та «Яцусіро-Мару» (Yatsushiro Maru). Також є відомості, що якось могло бути пов'язане з конвоєм судно «Кохоку-Мару».
12 березня 1944-го загін вийшов з Маніли, а 14—15 березня побував на Себу (центральна частина Філіппінського архіпелагу).
Про подальший рух загону відомо, що «Рьочі-Мару» був на острові Хальмахера не пізніше 28 березня (цього дня він вийшов звідси в конвої на Амбон), а «Теншо-Маур» вийшов з острова Хальмахера 11 квітня в конвої до новогвінейського Манокварі. Також відомо, що «Кохоку-Мару» полишило Себу 18 березня та 23 березня було на острові Хальмахера.